# Gigantoporidae
Gigantoporidae é uma família de briozoários pertencentes à ordem Cheilostomatida.
Géneros:
- Barbadiopsis Winston & Woollacott, 2009
- Cosciniopsis Canu & Bassler, 1927
- Gephyrophora Busk, 1884
- Gigantopora Ridley, 1881
- Hemicosciniopsis Vigneaux, 1949
- Stenopsella Bassler, 1952